# 蒋作斌
蒋作斌（1952年10月—），湖南湘阴人。男，汉族。1969年2月参加工作，1970年4月加入中国共产党。湖南师范学院政史系政教专业毕业，湖南大学工商管理硕士。中华人民共和国政治人物。曾任湖南省人大常委会副主任、党组成员。

## 生平
1969年2月，任解放军6013部队战士、通讯员、班长。1975年3月，在湘阴县务农。1975年9月，在湖南师范学院政史系政教专业学习。
1978年8月，任湖南省教育厅政治处干事、办公室秘书。1984年2月，任中共津市市阳由乡党委副书记、书记。1985年1月，任中共津市市委常委、副市长。1986年5月，任湖南省教委职业技术教育处副处长。1988年8月，任湖南省教委职业技术教育处处长（其间于1988年9月至1991年6月，在湖南教育学院高师函授本科政治专业学习）。1993年7月，任湖南省教委副主任、党组成员（其间于1994年1月至1997年12月，在湖南大学管理科学与工程专业学习，获管理学硕士学位）。1997年12月，任湖南省教育厅副厅长、党组副书记，省委高校工委副书记。2000年4月，任湖南省教育厅厅长、党组书记，省委高校工委书记。
2003年6月，蒋作斌离开长沙，外放出任中共益阳市委书记。2008年3月，回到长沙，任湖南省发展和改革委员会主任、党组书记。2009年3月，兼任湖南省人民政府党组成员。
2010年9月，当选为湖南省人大常委会副主任，并一度兼任湖南省长株潭领导协调委员会办公室主任。2011年1月，不再兼任湖南省发改委主任。2016年3月，辞去湖南省人大常委会副主任职务。